# Attaphol Buspakom
Attaphol Buspakom (Thai: อรรถพล บุษปาคม; * 1. Oktober 1962 in Sattahip, Thailand; † 16. April 2015 in Bangkok), auch als Tak (แต๊ก) bekannt,  war ein thailändischer Fußballtrainer und Fußballspieler.
Attaphol Buspakom ist der Vater von Kanokpon Buspakom und Wannaphon Buspakom.

## Spielerkarriere
Seine Karriere als Spieler begann Attaphol beim FC Port Authority of Thailand im Jahr 1985. Gleich in seinem ersten Jahr konnte er bei dem Klub seine erste Meisterschaft gewinnen. Er spielte für den Verein bis 1989 und gewann 1987 zudem den Queen’s Cup. Anschließend wechselte er für zwei Saisons nach Malaysia zur Pahang FA, um dann nach Thailand zu seinem früheren Verein zurückzukehren. Seine Zeit von 1991 bis 1994 war von weniger Erfolg geprägt als seine Spielzeit beim FC Port Authority. Von 1994 bis 1996 spielte er nochmals für Pahang. Diesmal konnte er mit dem Verein die malaysische Meisterschaft gewinnen und stand zudem im Finale des Malaysia Cups und des Malaysian FA Cups. Beide Pokalfinals gingen jedoch verloren. Zurück in Thailand ließ er seine aktive Karriere beim FC Stock Exchange of Thailand ausklingen, mit dem er 1996/97 noch einmal Vizemeister wurde. 1998 beendete er seine Karriere.
Für die thailändische Nationalmannschaft bestritt Buspakom zwischen 1985 und 1998 insgesamt 85 Partien und erzielte dabei 13 Treffer. 1992 nahm er mit der Mannschaft an der Endrunde der Fußball-Asienmeisterschaft teil. Zudem war er in diversen Kadern zu Qualifikationen zu Fußball-Weltmeisterschaften.

## Trainerkarriere
Beim BEC-Tero Sasana begann für ihn 2001, zunächst als Co-Trainer, seine Trainerkarriere. Er übernahm den amtierenden Meister der Thai Premier League, nachdem sein Vorgänger Pichai Pituwong von seinem Amt zurückgetreten war. Es war seine erste Trainerstation und er hatte die schwere Aufgabe, den Verein durch die neue AFC Champions League zu führen. Er konnte diese Aufgabe mit Bravour meistern und führte den Klub sogar bis ins Finale. Das Finale, damals noch ausgetragen in Hin- und Rückspiel, ging am Ende gegen Al Ain Club mit 1:2 verloren. Attaphol ist damit neben Charnwit Polcheewin der einzige Trainer, der es geschafft hat, einen Verein aus Thailand bis ins Finale der AFC Champions League zu führen. 2002/03 und 2003/04 errang er mit dem Klub zudem zwei Vizemeisterschaften. In seiner Mannschaft, welche das Finale der Champions League erreichte, standen eine ganze Reihe von Ausnahmespielern wie Therdsak Chaiman, Worrawoot Srimaka, Dusit Chalermsan und Anurak Srikerd.
2006 ging er nach Singapur in die S-League zu Geylang United. Dort wurde er bereits nach ein paar Monaten aufgrund von Erfolglosigkeit entlassen. 2008 übernahm er den Trainerposten bei der FC Krung Thai Bank und hatte dort eine ähnliche Aufgabe, wie ein paar Jahre zuvor bei BEC-Tero. Als Vizemeister war der Verein ebenfalls für die AFC Champions League qualifiziert. Er schaffte es jedoch nicht, den Verein über die Gruppenphase der Saison 2008 hinaus zu führen. Mit den Kashima Antlers aus Japan und Beijing Guoan war die sportliche Konkurrenz zu groß. Einen Akzent konnte der Verein unter seiner Leitung dennoch setzen. Im Gruppenspiel gegen den vietnamesischen Klub ĐPM Nam Định gewann seine Mannschaft mit 9:1, verlor aber auch vier Wochen später mit 1:8 gegen die Kashima Antlers. Zum Ende der nationalen Ligasaison erreichte er mit der Krung Thai den 6. Tabellenplatz. Die Erstligalizenz des Vereins wurde am Ende der Saison an den FC Bangkok Glass verkauft. Attaphol beendete seine Trainertätigkeit bei dem Verein und nahm ein Angebot des FC Thai Port an. Nach nur kurzer Zeit im Amt erhielt er ein Angebot von Muang Thong United, welches er annahm und wechselte.

## Sonstiges
Attaphol war seit 2003 im Besitz der AFC A-Trainerlizenz. Sein Sohn, Wannaphon Buspakom, ist Fußballprofi beim FC Osotspa-Saraburi.

## Erfolge

### Spieler

#### Verein
Port Authority
- Kor Royal Cup Meister 1985
- Queen’s Cup Gewinner 1987

Pahang FA
- Malaysia Super League Gewinner 1995
- Malaysia Cup Finalist 1995
- Malaysian FA Cup Finalist 1995

Stock Exchange of Thailand
- Thailand Premier League Vizemeister 1996/97

#### Nationalelf
- Teilnahme an der Endrunde zur Fußball-Asienmeisterschaft: 1992

### Trainer
BEC Tero Sasana FC
- AFC-Champions-League-Finalist:  2002/03
- Thailändischer Vizemeister: 2002/03, 2003/04

Muangthong United
- Thailändischer Meister: 2009

Buriram PEA/Buriram United
- Thailändischer Vizemeister: 2010
- Thailändischer Pokalsieger: 2011
- Kor-Royal-Cup-Sieger: 2013

## Auszeichnungen
Thai Premier League
- Trainer des Jahres: 2009, 2013